# متلازمة وولف -باركنسون -وايت
متلازمة وولف -باركنسون -وايت (بالإنجليزية: Wolff–Parkinson–White syndrome)‏اختصاراً(WPW) هي واحدة من العديد من الاضطرابات في نظام التوصيل في القلب التي يشار إليها عادة بمتلأزمات ما قبل إلاستثارة.
عادة تحدث هذه المتلازمة بدون وجود شذوذات قلبية أخرى. ولكن في بعض الحالات النادرة ارتبطت مع بعض الحالات القلبية النادرة مثل اعتلال عضلة القلب الضخامي أو مع تشوه إيبشتاين (وفي هذه الحالة نجد أكثر من حزمة شاذة قد تصل ل8 حزم).
إن شيوع WPW هو 0.1-0.3 % من عامة الناس، وغالبا تكون الحالة لاعرضية أو أنها تتأخر الأعراض في الظهور فقد تظهر الأعراض في أي عمر بين (11-50)عام وغالبا في فترة المراهقة أو في بداية سن الرشد
وقد تظهر للمرة الأولى عند بعض النساء أثناء الحمل، أما بالنسبة لخطر الموت المفاجئ لدى المصابين ب WPW فإنه نادر ولا يتجاوز.0.6%

## الاسم
دعيت المتلازمة بهذا الاسم نسبة للباحثين:
جون باركنسون، باول دودلي وايت، لويس وولف....

## الأعراض
-خفقان.
-إغماء.
-دوار وخفة بالرأس.
-ألم صدر.
-إعياء.
-شعور بعدم الراحة والعافية.

رسم بياني لنظام التوصيل الكهربائي للقلب البشري

نقل من جهد فعل قلبي من خلال نظام التوصيل في قلب الإنسان العادي

-أغلب هذه الأعراض تحدث نتيجة عدم التروية الكافية للدماغ وأعضاء الجسم الأخرى لأن البطين لا يملك الوقت الكافي ليمتلأ بالدم اللازم لتلبية حاجات الجسم...
ومن الواضح أن هذه الأعراض لا تظهر إلا خلال نوبات التسرع أما في باقي الأوقات (خارج أوقات نوبات التسرع)فإن المريض ب WPW لا يعاني من أي عرض (لأن التروية لكامل أعضاء الجسم تكون طبيعية).

## الفزيولوجيا المرضية
تعد متلازمة وولف -باركنسون -وايت متلازمة لانظميات تسرعية وصلية (تسرع فوق بطيني) بسبب وجود ممر شاذ بين الأذينتين والبطينين (الوصل الكهربائي الطبيعي الوحيد هو حزمة هيس) هذا الممر عبارة عن حزمة ناقلة إضافية من النسيج الأذيني تصل الأذينات بالبطينات وعادة على الجانب الأيسر للقلب تدعى هذه الحزمة بحزمة كنت Bundle of Kent....
ويتميز في عدة حالات:
1.النظم الجيبي: في هذه الحالة يزول استقطاب البطينات بشكل جزئي عبر العقدة الأذينية البطينية وبشكل جزئي عبر حزمة كنت، حيث لا يوجد في هذه الحزمة عقدة مثل العقدة الأذينية البطينية (AV) لتؤخر النقل لذلك تصل موجة نزع الاستقطاب إلى البطينين مبكرا ويحدث التنبيه الباكر (Pre-excitation).... (نشاهد قصر PR وزيادة عرض QRS ووجود دلتا  الانزياح المميز للجزء الصاعد من المركب QRS).
2.تسرع القلب سوي التوصيل:يعد أشيع أشكال تسرع القلب في WPW (تمر دارة عودة الدخول بشكل متقدم عبر العقدة الأذينية البطينية وبشكل راجع عبر السبيل الإضافي وبالتالي يزول استقطاب البطينات بالطريق الطبيعي مما يؤدي لتسرع القلب ضيق المركب والذي لا يمكن تميزه عن أشكال التسرع فوق البطيني الأخرى)...
3.تسرع القلب معاكس التوصيل:أحيانا تمر دارة عودة الدخول بشكل متقدم عبر السبيل الإضافي وبشكل راجع عبر العقدة الأذينية البطينية (AV) وبالتالي يزول استقطاب البطينات بشكل كبير عبر السبيل الإضافي مما يؤدي لتسرع قلب عريض المركب...
4.الرجفان الأذيني: في هذه الحالة يزول استقطاب البطينات بشكل كبير عبر السبيل الإضافي مما يؤدي لتسرع قلب غير منتظم عريض المركب والذي يكون في العادة سريع.

## التشخيص
يتم التشخيص بواسطة تخطيط القلب الكهربائي السطحي حيث نجد تغيرات واضحة تشير إلى هذه المتلازمة، حيث يظهر تخطيط القلب الكهربائي (الشكل التقليدي-WPW Pattern) :
1. قصر الفاصلة PR
2. يظهر مركب QRS قمة باكرة تدعى الموجة دلتا delta-wave.على الجزء الصاعد،
أما الجزء الثاني من المركب QRS طبيعي لأن النقل عبر حزمة هيس يلحق بالتنبيه الباكر...
ويجب الانتباه إلى وجوب وجود الأعراض، حيث أن وجود دلتا وحدها غير كاف للتشخيص فيجب أن تترافق مع الأعراض لأنه قد يوجد عند المريض سبق استثارة بطين ventricular preexcitation بدون أن يكون لديه وولف باركنسون وايت.
قد يظهر أيضا:
3. تبدلات القطعة ST/T wave
4. تسرع قلب اذيني بطيني سوي التوصيل: اضطراب نظم مع مركب ضيق مع موجة P مقلوبة.
5. تسرع قلب اذيني بطيني معاكس التوصيل: اضطراب نظم مع مركب عريض مع موجة P مقلوبة.
6. اضطراب نظم مع مركب عريض غير منتظم يشير إلى WPW مع رجفان أذيني.
7. سبيل على الجانب الأيمن:أحيانا انقلاب أمامي للموجة T....
8. سبيل على الجانب الأيسر:موجات Rٌ مسيطرة في الاتجاهات (V1-V6).

## الأهمية السريرية
إن الأهمية السريرية الوحيدة لهذا الشذوذ التشريحي هو أنه يمكن أن يسبب تسرع قلب انتيابي، يمكن أن ينتشر نزع الاستقطاب هابطا إلى حزمة هيس ويعود صاعدا عبر الطريق الإضافي وبذلك يعيد تفعيل الأذينة.فتتشكل دارة عودة الدخول (re-entry) ويحدث تسرع قلب ثابت Sustained...
ومن المحتمل عند هؤلاء المرضى أن يكوّن الرجفان الأذيني لا نظمية خطيرة جداً وقد تسبب الوهط، والغشي، وحتى الموت،
ولذلك يجب علاجه على أنه حالة إسعافية تدبر عادة بصدمة قلب النظم.

## العلاج
ينهي تمسيد الجيب السباتي أو إعطاء ال Ajmalin الوريدي نوبة هذا الشكل من تسرع القلب.
ويستطب الإعطاء الوقائي للأدوية المضادة للانظميات فقط للمرضى العرضيين بهدف إبطاء سرعة التوصيل وإطالة فترة العصيان الخاصتين بطريق التحويلة، ويتم ذلك باستخدام الأدوية المضادة لاضطرابات النظم من الفئة الأولى (حاصرات أقنية الصوديوم) مثل فليكائنيد أو ديزوبيراميد أو أميودارون، بينما يزيد الديجوكسين والفيراباميل والأدينوزين يودي التوصيل عبر طريق التحويلة (بسبب إبطاء النقل عبر العقدة الأذينية البطينية) وتعتبر مضادات استطباب.
-يؤمن الاجتثاث بالتردد الراديوي باستخدام القثطرة الوريدية، إمكانية للشفاء مدى الحياة وهو يعد الآن الأسلوب العلاجي المنتخب عند معظم المرضى.
ومعالجة المريض بالدواء أو بالاجتثاث يعتمد على عدة عوامل تتضمن:
الشدة، تكرار الأعراض، خطر اضطراب أكبر في المستقبل، الاجتثاث بالتردد الراديوي بواسطة القسطرة:
RADIOFREQUENCY CATHETER ABLATION الغاية من هذه التقنية هي قطع دارة عود الدخول بإحداث أذية انتقائية على نسيج شغافي بواسطة طاقة تردد راديوي تحمل عبر قسطرة قابلة للتوجيه تدخل إلى القلب من شريان أو وريد محيطي.
لا تحتاج هذه العملية للتخدير ولكنها تتطلب وقتا طويلاً قد يعاني المريض خلاله من الانزعاج خلال الاجتثاث نفسه..
إن نسبة النجاح عالية تصل إلى 95% مع نسب أمان عالية أيضا.
أما نسبة الاختطلاطات العامة بين 1-4 %
أما نسبة الاختلاطات الخطيرة نادرة (1%) وهي تشمل حصاراً قلبياً تاماً غير معتمد وتمزق القلب.
أما النسبة المخمنة والمتعلقة بالوفيات فهي أقل من 0.2%
ومع ذلك فهي طريقة علاجية جذابة جداً لأنها تقدم إمكانية للشفاء مدى الحياة وبالتالي تزيل الحاجة للعلاج الدوائي طويل الأمد.
أحدثت هذه التقنية ثورة في تدبير العديد من اللانظميات، وهي الآن تعد الطريقة العلاجية المنتخبة من أجل:
-التسرعات الأذينية الهاجرة
-تسرع القلب بعود الدخول عبر العقدة الأذينية البطينية
-متلازمة وولف - باركنسون - وايت
-كذلك يمكن التخلص من الرفرفة الأذينية بهذه الطريقة رغم أن بعض المرضى يستمرون في المعاناة من نوب الرجفان الأذيني.
-وقد توسع استخدام هذه التقنية فامتدت لتشمل علاج بعض أشكال تسرع القلب البطيني.
-يمكن أن يعالج الرجفان الأذيني البؤري (شكل نادر من AF ينشأ عن بؤرة قريبة إلى الأوردة الرئوية) بهذه الطريقة استثنائياً.
-يمكن استخدام هذه الطريقة لعلاج الرجفان الأذيني المزعج جداً وبقية اللانظميات التسرعية الأذينية المعندة بآلية إحداث حصار قلب تام وزرع ناظم خطا دائم.